# Александар Милетић
Александар Милетић (Ниш, 20. август 1987) је српски кошаркаш. Покрива позиције крилног центра и центра и тренутно наступа у Француској за екипу Лил Метропол БЦ.

## Каријера
Кошарком је почео да се бави у родном Нишу. У сезони 2010/11 прелази у алексиначки Напредак Макси Ко, где се задржава 3 сезоне. Након годину дана у КК Димитровграду, сезону 2016/17 проводи у редовима ОКК Нови Пазар. 2017. прелази у крушевачки Напредак, да би јануара 2018. године потписао за БЦ Вашархеј Кошаршули у Мађарској. 
Прву половину сезоне 2018/19 наступа за КК Ртањ Бољевац, док други део игра поново у Мађарској, овог пута у КЕ Цегледи. Сезону 2019/20 проводи на северу Француске бранећи боје УСО Бруе Ла Бисијера, док се у текућој сезони враћа у родни град и потписује за КК Фер Плеј.
Нишкој публици се представио у лепом светлу у мечу против Бора, где је забележио 20 поена и индекс корисности 33.